# إليسا داون
إليسا داون (بالإنجليزية: Elissa Down)‏ هي مخرجة أسترالية، ولدت في 2 يوليو 1975 في Camden, New South Wales ‏ في أستراليا.

## وصلات خارجية
- إليسا داون على موقع IMDb (الإنجليزية)
- إليسا داون على موقع ألو سيني (الفرنسية)
- إليسا داون على موقع أول موفي (الإنجليزية)
- إليسا داون على موقع قاعدة بيانات الأفلام السويدية (السويدية)
- إليسا داون على موقع قاعدة بيانات الفيلم (الإنجليزية)
- إليسا داون على موقع كينوبويسك (الروسية)